# Erste Bank Eishockey Liga 2010/2011
Sezóna 2010/2011 byla 81. sezónou Rakouské ligy. Vítězem ligy se stal tým EC Red Bull Salzburg.

## Herní systém
10 týmů odehrálo v základní části celkem 54 zápasů, každý s každým po 6 zápasech. Za výhru se udělovaly 2 body, za prohru 0 bodů. V případě remízy se prodlužovalo, pokud tým v prodloužení nebo na penalty zvítězil, získal 2 body, pokud prohrál, tak získal 1 bod.
Do playoff postupovalo 8 nejlepších týmů, každé kolo se hrálo na 4 vítězné zápasy.

## Týmy
| Tým                  | Město          | Stadion                      | Kapacita       | Návštěvnost doma | Založen | Vstup do EBEL |
| -------------------- | -------------- | ---------------------------- | -------------- | ---------------- | ------- | ------------- |
| Red Bull Salzburg    | Salcburk       | Eisarena Salzburg            | 3,600          | 2,755            | 1977    | 2004/05       |
| Graz 99ers           | Graz           | Eisstadion Graz Liebenau     | 4,050          | 2,124            | 1999    | 2000/01       |
| EC KAC               | Klagenfurt     | Stadthalle Klagenfurt        | 5,500          | 4,461            | 1909    | 1923/24       |
| Black Wings Linz     | Linz           | Keine Sorgen Eisarena Linz   | 3,800          | 2,495            | 1992    | 2000/01       |
| Vienna Capitals      | Vienna         | Albert Schultz Eishalle      | 4,500          | 3,911            | 2000    | 2001/02       |
| Villacher SV         | Villach        | Villacher Stadthalle         | 4,800          | 3,653            | 1923    | 1977/78       |
| Acroni Jesenice      | Jesenice       | Dvorana Podmežakla           | 6,000          | 2,453            | 1948    | 2006/07       |
| Olimpija Ljubljana   | Ljubljana      | Dvorana Tivoli               | 4,500          | 2,790            | 1929    | 2007/08       |
| SAPA Fehérvár AV 19  | Székesfehérvár | Ifjabb Ocskay Gábor Ice Hall | 3,600          | 3,070            | 1960    | 2007/08       |
| KHL Medveščak Zagreb | Zagreb         | Dom Sportova / Arena Zagreb  | 6,000 / 15,024 | 7,786            | 1961    | 2009/10       |

## Základní část
| Poř. | Tým                  | Z  | V  | P  | VP | PP | VN | PN | Skóre   | +/- | B  |
| ---- | -------------------- | -- | -- | -- | -- | -- | -- | -- | ------- | --- | -- |
| 1.   | EC Klagenfurt AC     | 54 | 36 | 18 | 1  | 2  | 5  | 4  | 190:159 | +31 | 78 |
| 2.   | EC Red Bull Salzburg | 54 | 33 | 21 | 6  | 1  | 3  | 1  | 206:181 | +25 | 68 |
| 3.   | Vienna Capitals      | 54 | 31 | 23 | 4  | 0  | 2  | 5  | 200:162 | +38 | 67 |
| 4.   | EC VSV               | 54 | 29 | 25 | 2  | 4  | 1  | 1  | 180:167 | +13 | 63 |
| 5.   | EHC Linz             | 54 | 26 | 28 | 3  | 2  | 7  | 5  | 156:166 | -10 | 59 |
| 6.   | Graz 99ers           | 54 | 27 | 27 | 0  | 2  | 3  | 2  | 164:153 | +11 | 58 |
| 7.   | HDD Olimpija Lublaň  | 54 | 24 | 30 | 2  | 3  | 3  | 2  | 165:197 | -32 | 53 |
| 8.   | KHL Medveščak        | 54 | 23 | 31 | 1  | 3  | 5  | 3  | 171:171 | +0  | 52 |
| 9.   | SAPA Fehervar AV19   | 54 | 21 | 33 | 3  | 2  | 3  | 5  | 162:203 | -41 | 49 |
| 10.  | HK Jesenice          | 54 | 20 | 34 | 0  | 3  | 2  | 6  | 161:196 | -35 | 49 |

## Play off

### Čtvrtfinále
- EC Klagenfurt AC - KHL Medveščak 4:1 na zápasy (3:2, 3:2, 7:5, 1:4, 6:5p)
- EC Red Bull Salzburg - HDD Olimpija Lublaň 4:1 na zápasy (5:4p, 5:1, 6:1, 0:5, 3:2p)
- Vienna Capitals - Graz 99ers 4:0 na zápasy (4:2, 4:1, 4:3, 4:3p)
- EC VSV - EHC Linz 4:1 na zápasy (3:0, 3:0, 5:3, 0:2, 5:2)

### Semifinále
- EC Klagenfurt AC - EC VSV 4:1 na zápasy (2:5, 5:2, 2:1, 4:0, 6:4)
- EC Red Bull Salzburg - Vienna Capitals 4:3 na zápasy (6:2, 5:6p, 2:1p, 1:9, 6:4, 1:4, 4:1)

### Finále
- EC Klagenfurt AC - EC Red Bull Salzburg 3:4 na zápasy (6:5, 3:6, 2:5, 2:1p, 3:2p, 2:5, 2:3p)

## Nejproduktivnější hráči za celou sezónu
| Poř. | Hráč             | Klub              | Počet utkání | Branky | Asistence | Body |
| ---- | ---------------- | ----------------- | ------------ | ------ | --------- | ---- |
| 1.   | François Fortier | Vienna Capitals   | 61           | 51     | 45        | 96   |
| 2.   | Benoit Gratton   | Vienna Capitals   | 56           | 34     | 58        | 92   |
| 3.   | Thomas Koch      | Red Bull Salzburg | 67           | 28     | 43        | 71   |
| 4.   | Ryan Duncan      | Red Bull Salzburg | 67           | 28     | 42        | 70   |
| 5.   | John Hughes      | Olimpija Lublaň   | 57           | 17     | 52        | 69   |
| 6.   | Rok Tičar        | HK Jesenice       | 54           | 24     | 44        | 68   |
| 7.   | Ryan Kinasewich  | Medveščak Záhřeb  | 54           | 31     | 33        | 64   |
| 8.   | Michael Raffl    | Villacher SV      | 58           | 31     | 33        | 64   |
| 9.   | Darek Damon      | Villacher SV      | 63           | 24     | 38        | 62   |
| 10.  | Roland Kaspitz   | Villacher SV      | 63           | 13     | 48        | 61   |